# FTI Fluggesellschaft
flyFTI, eigentlich FTI Fluggesellschaft mbH, war eine deutsche Charterfluggesellschaft im Besitz des Touristikkonzerns FTI mit Sitz in München.

## Geschichte
Die FTI Fluggesellschaft mbH wurde 1998 gegründet und nahm den Flugbetrieb unter dem Markennamen flyFTI im April 1999 auf. Heimatflughafen der Gesellschaft war der Flughafen München. Weitere Flugzeuge waren in Hannover, Köln, Berlin-Schönefeld, Leipzig und Nürnberg stationiert.
Am 30. November 2001 stellte flyFTI den Flugbetrieb ein. Die gesamte Flotte wurde an die damalige englische Muttergesellschaft Airtours PLC (später My Travel Airways und danach Teil des Thomas-Cook-Konzerns) zurückgegeben.

## Flugziele
flyFTI flog ausschließlich für FTI nahezu alle Warmwasserziele im Mittelmeerraum sowie die Kanaren und Gambia an. Die Hauptziele waren Malta, Palma de Mallorca und Kalabrien. Die in Palma stationierte Maschine flog 17 Mal pro Woche von der Baleareninsel zu deutschen Flughäfen (Dresden, Hannover, Hamburg, Hahn, Nürnberg, Köln/Bonn, Berlin-Schönefeld, München, Paderborn, Stuttgart und Frankfurt) sowie von Frankfurt nach Las Palmas.

## Flotte
Zur Einstellung des Flugbetriebs im Jahr 2001 bestand die Flotte der flyFTI aus sieben Flugzeugen:
- 6 Airbus A320-200
- 1 Boeing 737-400 (geleast von Air Belgium)